# Aida Yua
Aida Yua (あいだゆあ Ái Điền Do) là nữ diễn viên AV của Nhật Bản, nguyên là người mẫu khỏa thân, thần tượng áo tắm, xuất thân từ tỉnh Aichi, trực thuộc LOTUS GROUP và là em gái kết nghĩa với Ainotowa.

## Cuộc đời và sự nghiệp

### Trước khi bước vào lĩnh vực phim tình dục
Yua Aida sinh vào ngày 12 tháng 8 năm 1984. Aida là một cô gái năng động và tham gia nhiều hoạt động thể thao trong trường tiểu học và trung học. Tennis là môn thể thao mạnh nhất của cô khi còn học trung học. Trong trường trung học, cô thay đổi tập trung từ lĩnh vực thể thao sang nghệ thuật, sở thích mà cô cho là chịu ảnh hưởng từ mẹ mình. Aida tường thuật rằng việc tiếp xúc với các những người mẫu khỏa thân trong những bức tranh sơn dầu giúp cô cảm thấy thoải mái hơn khi bắt đầu sự nghiệp AV của mình. Sau khi tốt nghiệp trung học, Aida bắt đầu làm việc bán thời gian. Vào thời gian này cô bị những người môi giới tài năng AV phát hiện và do thám khi mua sắm ở Tokyo tại khu phố Shinjuku. Aida nói rằng cô không có ấn tượng gì mấy với các trinh sát tài năng, nhưng khi cô gặp Chủ tịch công ty, cô nghĩ, "anh chàng này thực sự tuyệt vời. Tôi sẽ làm việc ở đây!"

### Sự nghiệp phim tình dục
Aida ra mắt lần đầu khi thực hiện trong bản thiết kế ảnh chụp vào năm 2003, và cô thực hiện quay bộ AV đầu tiên ra mắt trong tháng 1 năm 2004 DVD phát hành với tên gọi Pichi Pichi. Một sản phẩm do hãng Kuki và MAX-A đồng sản xuất. Trong Pichi Pichi, Aida đóng vai một học sinh viết một tờ giấy cuối cùng cho trường học về chủ đề thuốc lắc. Trong bộ phim AV đầu tay này cho phép Aida diễn xuất chung với một loạt nam diễn viên AV.
Video thứ hai của Aida là Your Aida Yua (phát hành vào tháng 2 năm 2004) theo kiểu kể chuyện hư cấu khám phá ra những phong cách phim tài liệu phổ biến với phim người lớn Nhật Bản. Trong phim Voyage phát hành vào tháng 3, Aida đóng vai một nhiếp ảnh gia hay tưởng tượng về việc quan hệ tình dục với nam người mẫu mà cô chụp ảnh.
Video thứ 3 là Praudia (phát hành tháng 5 năm 2004), trong phim Aida đóng vai một cô gái bar cạnh tranh với các cô gái khác để thu hút sự quan tâm của khách hàng. Trong lần phát hành cùng tháng này, Aida đóng vai chính trong một video "hình ảnh" cho nhãn hiệu Shuffle. Với người mẫu khỏa thân mà không có quan hệ tình dục, video có tựa đề The Naked. Aida xuất hiện trong một DVD tương tự như vậy là Maximum cho Kuki vào tháng 6 năm 2004. Sản phẩm "Video hình ảnh" về người mẫu diễn ra trong khoảng 60 phút đã được đệm thêm bằng những cảnh từ hai phiên bản trước của cô. Cũng trong tháng Sáu cùng năm. Aida phát hành Lesson 4, một phim AV cho Kuki trong đó cô đóng vai một giáo viên tại một trường học chỉ toàn nam giới.
Trong sản phẩm kế tiếp của Aida là Curved Line Beauties (phát hành vào tháng 7 năm 2004) bao gồm toàn những video "hình ảnh", với một người mẫu xuất hiện trong bộ trang phục để hở ra, và tự bôi dầu khắp cơ thể của mình. Sweat, phát hành vào tháng 8 cùng năm, tập trung vào khả năng điền kinh của Aida, với xu hướng đổ mồ hôi của cô một cách dễ dàng. Môn xe đạp leo núi là một trong những hình thức tập thể dục đặc trưng nhất trong video.
Aida xuất hiện trong loạt phim Female Teacher Hunt của hãng MAX-A vào tháng 9 năm 2004. Trong phim, Aida vào vai một nữ huấn luyện viên trong đội bơi đồng bộ. Khi đội gặp thất bại trong cuộc thi đấu, họ thay phiên nhau hãm hiếp Aida. Một lần nữa cô lại đóng vai một nữ giáo viên vào sản phẩm mới của Kuki là Tell You, phát hành vào tháng 10 năm 2004.
Vào tháng 10 năm 2004 cô được gọi là nữ diễn viên AV số một.
Aida còn tham gia vào loạt phim với trọng tâm là về cosplay của MAX-A là Welcome to Max Cafe!. Sản phẩm phát hành vào tháng 11 năm 2004, trong phim cô mặc đồng phục cổ vũ, áo cưới, quần áo con thỏ, và còn ăn mặc như một nô lệ.
Trong phim If..., Aida xuất hiện trong một loạt tình huống tưởng tượng. Nhân vật của cô trong video thay đổi tình huống bất cứ khi nào cô mở cửa. Trong số các vai diễn cô đóng vai trong video là một nạn nhân bị hãm hiếp, thư ký và một vũ nữ thoát y.
Aida còn xuất hiện trong phim Lusting Uniform Collection vào tháng 4 năm 2005 với một loạt thần tượng AV khác, bao gồm Ozawa Naho và Aoi Sora. Video được mô tả là, "vì người, do người, của những người yêu thích đồng phục học sinh!" Cùng tháng đó, cô phát hành phim Endless, một AV có ý định biên kịch một sự kiện thực tế từ cuộc sống của Aida. Trong video Aida là nạn nhân của một người quấy rầy, hay thủ dâm và xuất tinh lên đồng phục của cô.
Ngoài việc phát hành ban đầu, video của Aida đã được hợp tuyển nhiều lần trong các bộ sưu tập như Blur File, Premium BEST, và bộ sưu tập bộ ba Samantha. Trong lần trình diễn đầu tiên của đầu tay của cô trong thời hạn một năm, cô đã xuất hiện trong hơn 30 video.

### Giai đoạn sau
Mùa xuân năm 2005, sau hơn một năm làm việc cho hai 2 hãng là Kuki và MAX-A, Aida tham gia một hãng phim mới là S1 No. 1 Style, và phát hành video đầu tiên của mình với họ, Sell Debut, do Hideto Aki làm đạo diễn tháng 5 năm 2005. Cùng với Aoi Sora và Yuma Asami, là một trong những nhân vật nổi tiếng nhất tại studio S1 - trong danh sách DMM trong số 100 nữ diễn viên hàng đầu theo doanh số bán hàng, cô được xếp hạng 1 vào năm 2005 và hạng 4 trong năm 2006. Aida vẫn làm việc với S1 cho phần sự nghiệp AV còn lại của mình, xuất hiện trong video ban đầu khoảng một tháng. Trong giữa năm 2007, cô cũng đóng vai chính trong bốn phim trong loạt phim Diva của hãng Moodyz với đặc trưng là các thần tượng AV nổi bật.
Ngày 12 Tháng 7 năm 2007, Aida công bố trong blog của mình rằng cô sẽ nghỉ hưu từ khi xuất hiện trong AV, nhưng cô vẫn lập kế hoạch để tiếp tục xuất hiện trong video "Hình ảnh" về áo tắm và không khiêu dâm. Ngày 13 Tháng 11 Năm 2007 cô phát hành video áo tắm mang tên Eternal. DVD cuối cùng được công bố trước khi giải nghệ. Sau đó vào cuối tháng 11 cuộc thi Phong cách nghệ thuật đã công bố video của cô là Yua Aida Dance Best (có chứa những cảnh nhảy từ những video phong cách nghệ thuật trước đây của cô) trong cuộc thi AV Grand Prix năm 2008.

### Sự công nhận
Aida nhận được nhiều giải thưởng cho công việc AV của cô trong đó có giải Nữ diễn viên mới xuất sắc nhất năm 2004 tại giải thưởng X City Grand Prix Awards  và giải Nữ diễn viên xuất sắc nhất tại giải Nữ diễn viên AV Grand Prix 2006. Ngoài ra, ngày 20 tháng 3 năm 2006 tại lễ trao giải truyền thông dành cho người lớn 2006, người hâm mộ và ngành công nghiệp AV Nhật Bản công nhận sự nghiệp của cô bằng cách trao giải thưởng nữ diễn viên grand prix dành cho người lớn Nhật Bản năm 2005.

## Các bộ phim đã đóng
| Tên Video | Công ty                                       | Đạo diễn                     | Ngày phát hành                                       |
| --- | --------------------------------------------- | ---------------------------- | ---------------------------------------------------- |
| Pichi Pichi Debut video | MAX-A Calen XC-1313 (VHS) XV-163 (DVD)        | Yukihiko Shimamura 島村雪彦  | VHS:ngày 23 tháng 1 năm 2004 DVD:26 tháng 3 năm 2004 |
| YOUR Yua Aida YOUR あいだゆあ | KUKI Tank KT-690 (VHS) KTD-073 (DVD)          | Matsuda 松田                 | 27 tháng 2 năm 2004                                  |
| Voyage | MAX-A Samansa XS-2327                         | Taira Takano 高野平          | 26 tháng 3 năm 2004                                  |
| Mine | KUKI Tank KT-699 (VHS)                        | Harry Sugino ハリー杉乃      | 29 tháng 4 năm 2004                                  |
| Praudia プラウディア | MAX-A Samansa XS-2335                         | Yoshiho Fukuoka 福岡芳穂     | 21 tháng 5 năm 2004                                  |
| The Naked 裸体 あいだゆあ Gravure (non-sex) video                                                                                         | SHUFFLE Believe SFBV-012 (VHS) SFLB-012 (DVD) | Kosuke Kisaragi 如月行介     | 25 tháng 5 năm 2004                                  |
| MAXIMUM Compilation DVD of Mine and Lesson 4 plus 60 min of new material                                                                  | KUKI Tank KTD-083                             | Harry Sugino                 | 25 tháng 6 năm 2004                                  |
| LESSON 4 | KUKI Tank KT-706                              | Harry Sugino                 | 27 tháng 6 năm 2004                                  |
| Samantha サマンサ あいだゆあ Compilation DVD including Voyage & Praudia                                                                   | MAX-A XV-184                                  | Yoshiho Fukuoka Taira Takano | 23 tháng 7 năm 2004                                  |
| Curved Line Beauties/Curvaceous Beautiful Lady 曲線美人                                                                                   | MAX-A Samansa XS-2348                         | Toshio トシオウ              | 30 tháng 7 năm 2004                                  |
| Sweat 発汗 | KUKI Tank KT-712                              | Harry Sugino                 | 25 tháng 8 năm 2004                                  |
| Female Teacher Hunting 女教師狩り in あいだゆあ                                                                                           | MAX-A Samansa XS-2356                         | Yukihiko Shimamura           | 28 tháng 9 năm 2004                                  |
| Tell You / I Will Teach You 教えてあげる あいだゆあ                                                                                       | KUKI Tank KT-720                              | Hajime Kitano 北野元         | 28 tháng 10 năm 2004                                 |
| KUBIRE Compilation DVD containing Sweat and Tell You                                                                                      | KUKI Tank KTD-090                             | Hajime Kitano                | 29 tháng 10 năm 2004                                 |
| Samantha Yua Aida Vol.2 サマンサ あいだゆあ Vol.2 Compilation DVD containing Curved Line Beauties & Female Teacher Hunt                   | MAX-A XV-205                                  | Toshio Yukihiko Shimamura    | 28 tháng 11 năm 2004                                 |
| Welcome to Max Café! Max Cafeへようこそ！あいだゆあ                                                                                       | MAX-A Samansa XS-2367 (VHS) XV-230 (DVD)      | Yukihiko Shimamura           | VHS:30 tháng 11 năm 2004 DVD:29 tháng 3 năm 2005     |
| Doctor | KUKI Tank KT-729                              | Sabbath Horinaka サバス堀中  | 22 tháng 12 năm 2004                                 |
| If... / Yua Aida | MAX-A Samansa XS-2376                         | Taira Takano                 | 28 tháng 1 năm 2005                                  |
| KUKI ALL STAR CLIPS Compilation with 19 other actresses                                                                                   | KUKI KK-100                                   |                              | 25 tháng 2 năm 2005                                  |
| Powers Compilation DVD containing Doctor & South Pole 2 + extras                                                                          | KUKI Tank KTD-099                             | Horinaka Sabasu JUNGO        | 25 tháng 2 năm 2005                                  |
| The South Pole 2 南極2号 あいだゆあ | KUKI Tank KT-739                              | JUNGO                        | 27 tháng 2 năm 2005                                  |
| Night Yua ナイト Yua | MAX-A Samansa XS-2383                         | Toshio                       | 25 tháng 3 năm 2005                                  |
| The Naked "MAPPA" 真裸【MAPPA】 あいだゆあ Gravure (non-sex) video                                                                        | SHUFFLE Believe SFLBK-014                     | Kosuke Kisaragi              | 30 tháng 3 năm 2005                                  |
| Lusting Uniform Collection 欲情制服コレクション Compilation with several other actresses including Aoi Sora, Ozawa Naho & Yoshizawa Akiho | MAX-A XS-2390                                 | Toshio                       | 29 tháng 4 năm 2005                                  |
| Fin. | KUKI tank KTD-104                             |                              | 29 tháng 4 năm 2005                                  |
| ENDLESS エンドレス あいだゆあ | KUKI Tank KT-749                              | Gaspel ガスペル              | 30 tháng 4 năm 2005                                  |
| Sell Debut ギリギリモザイク | S1 ONED-089                                   | Hideto Aki                   | 7 tháng 5 năm 2005                                   |
| Yua Has Begun Minimal Mosaic 極小モザイクはじめました。                                                                                   | Style Art SAP-002                             | Horinaka Sabasu              | 20 tháng 5 năm 2005                                  |
| History History あいだゆあ Compilation chronicling her career with MAX-A                                                                  | MAX-A Samansa XS-2394                         | Toshio                       | 27 tháng 5 năm 2005                                  |
| Samantha / Yua Aida Vol.3 サマンサ あいだゆあ Vol.3 Compilation DVD                                                                       | MAX-A XV-243                                  |                              | 28 tháng 5 năm 2005                                  |
| Six Costumes Pakopako! 6つのコスチュームでパコパコ！                                                                                      | S1 ONED-120                                   | Hideto Aki                   | 7 tháng 6 năm 2005                                   |
| Yua Aida's Costume Play あいだゆあのコスプレしちゃった！！                                                                                | Style Art SAP-007                             | Chibikuro                    | 19 tháng 6 năm 2005                                  |
| Sex on the Beach, Southern Island Pakopako! SEX ON THE BEACH～南の島でパコパコ！                                                          | S1 ONED-152                                   | Hideto Aki                   | 7 tháng 7 năm 2005                                   |
| Kirei na Sex キレイナセックス Gravure (non-sex) video                                                                                     | Consent CON-002                               |                              | 13 tháng 7 năm 2005                                  |
| Yua is a Really Erotic College Student ゆあはエロエロ女子大生                                                                             | S1 ONED-184                                   | Tadanori Usami               | 7 tháng 8 năm 2005                                   |
| Soap Land Sexual Services 妄想的特殊浴場                                                                                                  | S1 ONED-219                                   | Hideto Aki                   | 7 tháng 9 năm 2005                                   |
| Premium BEST / Yua Aida プレミアムBEST あいだゆあ Compilation DVD                                                                         | MAX-A XV-270                                  |                              | 23 tháng 9 năm 2005                                  |
| Tits TANK Angels 14 乳TANKの天使たち 14 Compilation with 9 other actresses                                                                | KUKI Tank KTRD-089                            |                              | 24 tháng 9 năm 2005                                  |
| Yua's Moist Concentrate Sex ゆあのネットリ濃厚セックス                                                                                    | S1 ONED-256                                   | Tadanori Usami               | 7 tháng 10 năm 2005                                  |
| Teacher Yua's Pakopako Lesson ゆあ先生のパコパコ授業                                                                                      | S1 ONED-282                                   | Hideto Aki                   | 7 tháng 11 năm 2005                                  |
| BakoBako Gangbang 1 バコバコ乱交1 | S1 ONED-303                                   | Hideto Aki                   | 7 tháng 12 năm 2005                                  |
| Pakopako Newlywed Life With Yua ゆあとのパコパコ新婚生活                                                                                  | S1 ONED-324                                   | Hideto Aki                   | 7 tháng 1 năm 2006                                   |
| Risky Mosaic 6 Fucks ギリギリモザイク6本番                                                                                                | S1 ONED-345                                   | Iggy Coen                    | 7 tháng 2 năm 2006                                   |
| Indecent Lascivious Lady 1 イヤラしい痴女1                                                                                                | S1 ONED-368                                   | BIG MUFF                     | 7 tháng 3 năm 2006                                   |
| Feeling Ecstacy | Style Art SAP-021                             |                              | 19 tháng 3 năm 2006                                  |
| Erotic Lady's Exclamation Fuck エロい女の絶叫FUCK                                                                                         | S1 ONED-388                                   | BIG MUFF                     | 7 tháng 4 năm 2006                                   |
| A Life With Yua is 24 Hours Sex! ゆあとの共同生活は24時間セックスざんまい！                                                               | S1 ONED-419                                   | Ishibashi Wataru             | 7 tháng 5 năm 2006                                   |
| Endless Bakobako 3 無限バコバコ3 | S1 ONED-448                                   | Iggy Coen                    | 7 tháng 6 năm 2006                                   |
| Tempting Erotic Fuck 誘惑エロティックFUCK                                                                                                 | S1 ONED-472                                   | Iggy Coen                    | 7 tháng 7 năm 2006                                   |
| Yua's Sex Will Be Shown Thoroughly ゆあのセックスじっくり見せてあげる                                                                     | S1 ONED-495                                   | Hifumi Tatsuwo               | 7 tháng 8 năm 2006                                   |
| Best Paizuri 1 むにゅパイズリ1 | S1 ONED-523                                   | BIG MUFF                     | 7 tháng 9 năm 2006                                   |
| Lewd Flesh 3 淫らな肉体3 | S1 ONED-555                                   | BIG MUFF                     | 7 tháng 10 năm 2006                                  |
| Blur File, Yua Aida ブルーファイル あいだゆあ Compilation DVD containing Pichi Pichi, Voyage, Praudia and Curved Line Beauties            | MAX-A XV-427                                  |                              | 21 tháng 10 năm 2006                                 |
| Naked Body, Evolution 裸体 evolution あいだゆあ Gravure (non-sex) video                                                                   | SHUFFLE Believe SFLB-055                      |                              | 25 tháng 10 năm 2006                                 |
| Violent Piston 激烈ピストン | S1 ONED-585                                   | Ishibashi Wataru             | 7 tháng 11 năm 2006                                  |
| Pakopako Via Swimsuit 水着でパコパコしよっ                                                                                                | S1 ONED-619                                   | Midori Kohaku                | 7 tháng 12 năm 2006                                  |
| Hyper-Risky Mosaic ハイパーギリギリモザイク                                                                                               | S1 ONED-646                                   | Ishibashi Wataru             | 7 tháng 1 năm 2007                                   |
| Pakopako Aviation Cabin Attendant パコパコ航空 CA                                                                                         | S1 ONED-670                                   | Ekimoto                      | 7 tháng 2 năm 2007                                   |
| All-Star Cast, New Mosaic Standard ＫＵＫＩ オールスター新基準モザイクスペシャル Compilation with 19 other actresses                      | KUKI KK-105                                   |                              | 23 tháng 2 năm 2007                                  |
| Digital Channel DC35 | IdeaPocket Supreme SUPD-035                   | Alala Kurosawa               | 1 tháng 3 năm 2007                                   |
| Hyper-Digital Mosaic Vol.055 ハイパーデジタルモザイクVol.055                                                                              | Moodyz Diva MIDD-267                          | Osyare Ra-Men                | 1 tháng 4 năm 2007                                   |
| Super Excellent Body 超絶品ボディ | Moodyz Diva MIDD-271                          | Hiroa                        | 1 tháng 5 năm 2007                                   |
| Excitement Piston Special 激ピストンSPECIAL                                                                                               | Moodyz Diva MIDD-283                          | Hiroa                        | 1 tháng 6 năm 2007                                   |
| Female Teacher Gang Rape 女教師 レイプ 輪姦                                                                                               | Moodyz Diva MIDD-290                          | Hiroa                        | 1 tháng 7 năm 2007                                   |
| Screaming! Big Magnum Fuck 絶叫！ビッグマグナムFUCK                                                                                       | S1 ONED-783                                   | Midori Kohaku                | 7 tháng 7 năm 2007                                   |
| To the Limit Continuous Fuck 限界まで連続FUCK                                                                                             | S1 ONED-808                                   | Ishibashi Wataru             | 7 tháng 8 năm 2007                                   |
| Eternal, The Last DVD Eternal ～これが最後のDVD Gravure (non-sex) video                                                                   | Tao TAO-040                                   |                              | 13 tháng 11 năm 2007                                 |
| Yua Aida Dance Best あいだゆあ DANCE BEST 2008 AV Grand Prix entry                                                                        | Style Art AVGP-017                            |                              | 28 tháng 11 năm 2007                                 |

## Sách ảnh
- Blue (ngày 23 tháng 1 năm 2004) (ISBN 4-89461-964-4)
- Tide (ngày 21 tháng 12 năm 2004) (ISBN 4-575-29774-7)
- KARAMI 28 (ngày 31 tháng 5 năm 2005) (ISBN 4-7769-0089-0)
- LOVEx #11 (ngày 28 tháng 9 năm 2005) (ISBN 4-7788-0033-8)
- UTOPIA by Isamu Ueno (ngày 23 tháng 5 năm 2006) (ISBN 4-7756-0128-8)
- YUA (ngày 16 tháng 2 năm 2008) (ISBN 4-88380-725-8)